# Ezio Sclavi
Ezio Sclavi (Stradella, Provincia de Pavía, Italia, 23 de marzo de 1903 - Taggia, Provincia de Imperia, Italia, 31 de agosto de 1968) fue un futbolista y director técnico italiano. Se desempeñaba en la posición de guardameta.

## Selección nacional
Fue internacional con la selección de fútbol de Italia en 2 ocasiones. Debutó el 14 de febrero de 1932, en un encuentro ante la selección de Suiza que finalizó con marcador de 3-0 a favor de los italianos.

## Clubes

### Como futbolista
| Club             | País   | Año         |
| ---------------- | ------ | ----------- |
| F. C. Stradella  | Italia | 1922 - 1923 |
| S. S. Lazio      | Italia | 1923 - 1925 |
| Juventus F. C.   | Italia | 1925 - 1926 |
| S. S. Lazio      | Italia | 1926 - 1934 |
| A. C. R. Messina | Italia | 1934 - 1935 |

### Como entrenador
| Club             | País   | Año  |
| ---------------- | ------ | ---- |
| A. C. R. Messina | Italia | 1935 |
| S. S. Viterbese  | Italia | 1947 |

## Palmarés

### Campeonatos nacionales
| Título  | Club           | País   | Año     |
| ------- | -------------- | ------ | ------- |
| Serie A | Juventus F. C. | Italia | 1925-26 |